# Aeroportul Siirt
Aeroportul Siirt (IATA: SXZ, ICAO: LTCL) este un aeroport din Provincia Siirt, Turcia ce deservește zona Siirt. Aeroportul a fost tranzitat în 2022 de 50.171 de pasageri. A fost deschis în 1998.
Situat la o altitudine de 610 m, aeroportul dispune de o singură pistă. Este operat de Devlet Hava Meydanları İşletmesi⁠(d).